# نیکولا کاراباتیچ
نیکولا کاراباتیچ (صربی: Никола Карабатић؛ زادهٔ ۱۱ آوریل ۱۹۸۴) بازیکن هندبال اهل فرانسه است.
وی همچنین برنده جوایزی همچون لژیون دونور (شوالیه) شده است. او یکی از بهترین بازیکن‌های هندبال جهان محسوب می‌شود.